# ۷۱۲ خیابان پنجم
۷۱۲ خیابان پنجم یک آسمان‌خراش واقع در ایالت نیویورک، ایالات متحده آمریکا می‌باشد. ساخت و ساز این ساختمان ۱۹۹۰ شروع شد و ۱۹۹۱ به پایان رسید. تعداد طبقاتش ۵۲ است.